# Coupe d'Italie de football 2000-2001
Navigation
Coupe d'Italie 1999-2000 Coupe d'Italie 2001-2002
La Coupe d'Italie de football 2000-2001, est la 54e édition de la Coupe d'Italie.

## Déroulement de la compétition

### Participants

#### Serie A (D1)
Les 20 clubs de Serie A sont engagés en Coupe d'Italie.

#### Serie B (D2)
Les 20 clubs de Serie B sont engagés en Coupe d'Italie.

#### Serie C1 (D3)
10 clubs de Serie C1 sont engagés en Coupe d'Italie.

### Calendrier
| Phase            | Tour           | Aller             | Retour            |
| ---------------- | -------------- | ----------------- | ----------------- |
| Phase de groupes | 1re journée    | 13 août 2000      | -                 |
| Phase de groupes | 2e journée     | ?                 | -                 |
| Phase de groupes | 3e journée     | ?                 | -                 |
| Phase finale     | 1er tour       | 27 août 2000      | 6 septembre 2000  |
| Phase finale     | 1/8e de finale | 17 septembre 2000 | 24 septembre 2000 |
| Phase finale     | 1/4 de finale  | 29 novembre 2000  | 13 décembre 2000  |
| Phase finale     | 1/2 finales    | 25 janvier 2001   | 7 février 2001    |
| Phase finale     | Finale         | 24 mai 2001       | 13 juin 2001      |

## Résultats

### Phase de groupe

#### Groupe 1
| Rang | Équipe                | Pts | J | G | N | P | Bp | Bc | Diff |  | Résultats (▼ dom., ► ext.) | PLA | CHI | MON | VIT |
| ---- | --------------------- | --- | - | - | - | - | -- | -- | ---- |  | -------------------------- | --- | --- | --- | --- |
| 1    | Plaisance FC (D2)     | 9   | 3 | 3 | 0 | 0 | 7  | 1  | +6   |  | Plaisance FC (D2)          |     |     |     | 3-0 |
| 2    | AC Chievo Vérone (D2) | 6   | 3 | 2 | 0 | 1 | 6  | 6  | 0    |  | AC Chievo Vérone (D2)      | 1-3 |     | 2-1 |     |
| 3    | Calcio Monza (D2)     | 1   | 3 | 0 | 1 | 2 | 2  | 4  | -2   |  | Calcio Monza (D2)          | 0-1 |     |     | 1-1 |
| 4    | US Viterbese (D3)     | 1   | 3 | 0 | 1 | 2 | 3  | 7  | -4   |  | US Viterbese (D3)          |     | 2-3 |     |     |

#### Groupe 2
| Rang | Équipe                 | Pts | J | G | N | P | Bp | Bc | Diff |  | Résultats (▼ dom., ► ext.) | SAM | EMP | FER | CRO |
| ---- | ---------------------- | --- | - | - | - | - | -- | -- | ---- |  | -------------------------- | --- | --- | --- | --- |
| 1    | UC Sampdoria (D2)      | 9   | 3 | 3 | 0 | 0 | 8  | 4  | +4   |  | UC Sampdoria (D2)          |     | 4-2 |     | 2-1 |
| 2    | Empoli FC (D2)         | 4   | 3 | 1 | 1 | 1 | 8  | 7  | +1   |  | Empoli FC (D2)             |     |     | 2-2 |     |
| 3    | Fermana Calcio (D3)    | 4   | 3 | 1 | 1 | 1 | 3  | 4  | -1   |  | Fermana Calcio (D3)        | 0-2 |     |     |     |
| 4    | FC Crotone Calcio (D2) | 0   | 3 | 0 | 0 | 3 | 2  | 7  | -5   |  | FC Crotone Calcio (D2)     |     | 1-3 | 0-1 |     |

#### Groupe 3
| Rang | Équipe            | Pts | J | G | N | P | Bp | Bc | Diff |  | Résultats (▼ dom., ► ext.) | ATA | PIS | RAV | AVE |
| ---- | ----------------- | --- | - | - | - | - | -- | -- | ---- |  | -------------------------- | --- | --- | --- | --- |
| 1    | Atalanta BC (D1)  | 7   | 3 | 2 | 1 | 0 | 5  | 2  | +3   |  | Atalanta BC (D1)           |     | 1-1 | 1-0 |     |
| 2    | AC Pistoiese (D2) | 4   | 3 | 1 | 1 | 1 | 4  | 6  | -2   |  | AC Pistoiese (D2)          |     |     |     | 1-4 |
| 3    | US Ravenne (D2)   | 3   | 3 | 1 | 0 | 2 | 5  | 5  | 0    |  | US Ravenne (D2)            |     | 1-2 |     | 4-2 |
| 4    | US Avellino (D3)  | 3   | 3 | 1 | 0 | 2 | 7  | 8  | -1   |  | US Avellino (D3)           | 1-3 |     |     |     |

#### Groupe 4
| Rang | Équipe                    | Pts | J | G | N | P | Bp | Bc | Diff |  | Résultats (▼ dom., ► ext.) | SAL | CAG | ASC | CIT |
| ---- | ------------------------- | --- | - | - | - | - | -- | -- | ---- |  | -------------------------- | --- | --- | --- | --- |
| 1    | Salernitana Sport (D2)    | 9   | 3 | 3 | 0 | 0 | 4  | 1  | +3   |  | Salernitana Sport (D2)     |     | 2-1 | 1-0 |     |
| 2    | Cagliari Calcio (D2)      | 4   | 3 | 1 | 1 | 1 | 6  | 4  | +2   |  | Cagliari Calcio (D2)       |     |     | 2-2 |     |
| 3    | Ascoli Calcio 1898 (D3)   | 2   | 3 | 0 | 2 | 1 | 3  | 4  | -1   |  | Ascoli Calcio 1898 (D3)    |     |     |     | 1-1 |
| 4    | AS Cittadella Padoue (D2) | 1   | 3 | 0 | 1 | 2 | 1  | 5  | -4   |  | AS Cittadella Padoue (D2)  | 0-1 | 0-3 |     |     |

#### Groupe 5
| Rang | Équipe              | Pts | J | G | N | P | Bp | Bc | Diff |  | Résultats (▼ dom., ► ext.) | TOR | TER | VAR | CES |
| ---- | ------------------- | --- | - | - | - | - | -- | -- | ---- |  | -------------------------- | --- | --- | --- | --- |
| 1    | Torino Calcio (D2)  | 7   | 3 | 2 | 1 | 0 | 8  | 4  | +4   |  | Torino Calcio (D2)         |     | 3-3 |     | 2-1 |
| 2    | Ternana Calcio (D2) | 5   | 3 | 1 | 2 | 0 | 5  | 4  | +1   |  | Ternana Calcio (D2)        |     |     | 1-0 |     |
| 3    | Varèse FC (D3)      | 3   | 3 | 1 | 0 | 2 | 2  | 5  | -3   |  | Varèse FC (D3)             | 0-3 |     |     |     |
| 4    | AC Cesena (D3)      | 1   | 3 | 0 | 1 | 2 | 3  | 5  | -2   |  | AC Cesena (D3)             |     | 1-1 | 1-2 |     |

#### Groupe 6
| Rang | Équipe              | Pts | J | G | N | P | Bp | Bc | Diff |  | Résultats (▼ dom., ► ext.) | VEN | PES | SAV | SIE |
| ---- | ------------------- | --- | - | - | - | - | -- | -- | ---- |  | -------------------------- | --- | --- | --- | --- |
| 1    | AC Venise (D2)      | 7   | 3 | 2 | 1 | 0 | 4  | 2  | +2   |  | AC Venise (D2)             |     |     | 2-1 | 1-0 |
| 2    | Pescara Calcio (D2) | 5   | 3 | 1 | 2 | 0 | 7  | 6  | +1   |  | Pescara Calcio (D2)        | 1-1 |     |     |     |
| 3    | AC Savoia 1908 (D3) | 3   | 3 | 1 | 0 | 2 | 5  | 6  | -1   |  | AC Savoia 1908 (D3)        |     | 3-4 |     | 1-0 |
| 4    | AC Sienne (D2)      | 1   | 3 | 0 | 1 | 2 | 2  | 4  | -2   |  | AC Sienne (D2)             |     | 2-2 |     |     |

#### Groupe 7
| Rang | Équipe              | Pts | J | G | N | P | Bp | Bc | Diff |  | Résultats (▼ dom., ► ext.) | COS | GEN | ANC | PIS |
| ---- | ------------------- | --- | - | - | - | - | -- | -- | ---- |  | -------------------------- | --- | --- | --- | --- |
| 1    | Cosenza Calcio (D2) | 7   | 3 | 2 | 1 | 0 | 3  | 0  | +3   |  | Cosenza Calcio (D2)        |     | 2-0 |     |     |
| 2    | Genoa CFC (D2)      | 4   | 3 | 1 | 1 | 1 | 4  | 4  | 0    |  | Genoa CFC (D2)             |     |     | 2-0 |     |
| 3    | Ancône Calcio (D2)  | 3   | 3 | 1 | 0 | 2 | 2  | 4  | -2   |  | Ancône Calcio (D2)         | 0-1 |     |     | 2-1 |
| 4    | Pise Calcio (D3)    | 2   | 3 | 0 | 2 | 1 | 2  | 3  | -1   |  | Pise Calcio (D3)           | 0-0 | 2-2 |     |     |

#### Groupe 8
| Rang | Équipe                       | Pts | J | G | N | P | Bp | Bc | Diff |  | Résultats (▼ dom., ► ext.)   | BRA | ALZ | BRO | TRE |
| ---- | ---------------------------- | --- | - | - | - | - | -- | -- | ---- |  | ---------------------------- | --- | --- | --- | --- |
| 1    | Brescia Calcio (D1)          | 6   | 3 | 2 | 0 | 1 | 3  | 2  | +1   |  | Brescia Calcio (D1)          |     | 1-2 |     | 1-0 |
| 2    | Alzano 1909 Virescit FC (D3) | 4   | 3 | 1 | 1 | 1 | 4  | 4  | 0    |  | Alzano 1909 Virescit FC (D3) |     |     | 1-1 |     |
| 3    | US Brescello (D3)            | 4   | 3 | 1 | 1 | 1 | 2  | 2  | 0    |  | US Brescello (D3)            | 0-1 |     |     | 1-0 |
| 4    | Trévise FBC (D2)             | 3   | 3 | 1 | 0 | 2 | 2  | 3  | -1   |  | Trévise FBC (D2)             |     | 2-1 |     |     |

### Deuxième tour
| Division     | Club              | Aller | Total | Retour              | Club             | Division     |
| ------------ | ----------------- | ----- | ----- | ------------------- | ---------------- | ------------ |
| Serie A (D1) | Atalanta BC       | 2 - 0 | 3 - 0 | 1 - 0               | Reggina Calcio   | Serie A (D1) |
| Serie A (D1) | Brescia Calcio    | 2 - 1 | 3 - 3 | 1 - 2 a.p., 5-4 tab | Vicence Calcio   | Serie A (D1) |
| Serie B (D2) | Cosenza Calcio    | 0 - 2 | 1 - 3 | 1 - 1               | US Lecce         | Serie A (D1) |
| Serie B (D2) | Plaisance FC      | 2 - 1 | 4 - 3 | 2 - 2               | Hellas Vérone FC | Serie A (D1) |
| Serie B (D2) | UC Sampdoria      | 1 - 0 | 1 - 0 | 0 - 0               | SSC Naples       | Serie A (D1) |
| Serie B (D2) | Salernitana Sport | 1 - 0 | 2 - 2 | 1 - 2               | AC Pérouse       | Serie A (D1) |
| Serie B (D2) | Torino Calcio     | 2 - 1 | 2 - 1 | 0 - 0               | AS Bari          | Serie A (D1) |
| Serie B (D2) | AC Venise         | 2 - 2 | 3 - 2 | 1 - 0               | Bologne FC 1909  | Serie A (D1) |

### Huitièmes de finale
| Division     | Club              | Aller | Total | Retour | Club           | Division     |
| ------------ | ----------------- | ----- | ----- | ------ | -------------- | ------------ |
| Serie A (D1) | Brescia Calcio    | 0 - 0 | 2 - 1 | 2 - 1  | Juventus FC    | Serie A (D1) |
| Serie A (D1) | FC Inter Milan    | 1 - 1 | 4 - 2 | 3 - 1  | US Lecce       | Serie A (D1) |
| Serie B (D2) | Plaisance FC      | 1 - 1 | 2 - 3 | 1 - 2  | Udinese Calcio | Serie A (D1) |
| Serie A (D1) | AS Rome           | 1 - 1 | 3 - 5 | 2 - 4  | Atalanta BC    | Serie A (D1) |
| Serie B (D2) | UC Sampdoria      | 1 - 1 | 3 - 6 | 2 - 5  | SS Lazio       | Serie A (D1) |
| Serie B (D2) | Salernitana Sport | 0 - 5 | 1 - 8 | 1 - 3  | AC Fiorentina  | Serie A (D1) |
| Serie B (D2) | Torino Calcio     | 1 - 3 | 2 - 3 | 1 - 0  | Milan AC       | Serie A (D1) |
| Serie B (D2) | AC Venise         | 1 - 1 | 2 - 6 | 1 - 5  | Parme AS       | Serie A (D1) |

### Quarts de finale
| Division     | Club          | Aller | Total | Retour | Club           | Division     |
| ------------ | ------------- | ----- | ----- | ------ | -------------- | ------------ |
| Serie A (D1) | SS Lazio      | 2 - 1 | 3 - 5 | 1 - 4  | Udinese Calcio | Serie A (D1) |
| Serie A (D1) | Parme AS      | 6 - 1 | 6 - 1 | 0 - 0  | FC Inter Milan | Serie A (D1) |
| Serie A (D1) | Milan AC      | 4 - 2 | 5 - 4 | 1 - 2  | Atalanta BC    | Serie A (D1) |
| Serie A (D1) | AC Fiorentina | 6 - 0 | 7 - 3 | 1 - 3  | Brescia Calcio | Serie A (D1) |

### Demi-finales
| Division     | Club           | Aller | Total | Retour | Club          | Division     |
| ------------ | -------------- | ----- | ----- | ------ | ------------- | ------------ |
| Serie A (D1) | Udinese Calcio | 2 - 1 | 2 - 2 | 0 - 1  | Parme AS      | Serie A (D1) |
| Serie A (D1) | Milan AC       | 2 - 2 | 2 - 4 | 0 - 2  | AC Fiorentina | Serie A (D1) |

### Finale
| Division     | Club     | Aller | Total | Retour | Club          | Division     |
| ------------ | -------- | ----- | ----- | ------ | ------------- | ------------ |
| Serie A (D1) | Parme AS | 0 - 1 | 1 - 2 | 1 - 1  | AC Fiorentina | Serie A (D1) |